# REC (película)
REC (caracterizada como [•REC]) es una película de terror española dirigida por Jaume Balagueró y Paco Plaza, rodada a modo de metraje encontrado. La película se filmó en Barcelona, España y se estrenó originalmente el 23 de noviembre de 2007. La trama principal de la película sigue a un dúo de periodismo que en plena filmación de un documental son atrapados en un brote de un mortal virus en el centro de la ciudad de Barcelona.
Pese a que contó con un presupuesto muy bajo y una proyección internacional limitada, la película fue un éxito tanto en taquilla como en críticas dando origen a franquicia con tres secuelas, una serie de cómics, una novelización y un remake estadounidense.

## Argumento
La reportera Ángela Vidal y su camarógrafo Pablo trabajan en un programa vespertino de Barcelona titulado "Mientras usted duerme", donde se dedican a hacer reportajes de acontecimientos nocturnos. Su más reciente episodio lo dedican a las actividades de los bomberos durante la madrugada. Como parte de su reportaje, ambos acompañan a la brigada que entrevistan a atender una llamada de emergencia proveniente de un edificio del centro de Barcelona. Al llegar, el grupo es informado de la situación: uno de los inquilinos, la sra. Izquierdo, se ha encerrado en su habitación, alterando con sus gritos al resto de los vecinos del edificio. Ayudados por dos agentes de policía que ya habían llegado a la escena, acuden al piso de la sra. Izquierdo, que durante su desalojo ataca y muerde en el cuello a uno de los oficiales. 
Viéndose obligados a trasladar al oficial herido, al bajar descubren que la policía local y el ejército han sellado todas las entradas y salidas del edificio sin dar una explicación al respecto. Mientras las personas reunidas en el vestíbulo sufren un ataque de pánico, Alex, uno de los bomberos, que se había quedado con la señora Izquierdo en la planta alta, cae por el hueco de la escalera ante la ahora histérica multitud. El compañero de Alex, Manu, el otro oficial, Sergio, y Pablo y Ángela, que se comprometen a documentar todo lo que suceda en el edificio, salen en busca de Izquierdo, quien es ejecutada luego de matar a otra residente. Tras lo ocurrido, Ángela y Pablo comienzan a entrevistar a los residentes sobre lo ocurrido procurando ir calmando a las personas, mientras que los heridos por Izquierdo son trasladados a un almacén anexo al edificio. 
Un inspector de sanidad, vestido con un traje de protección, entra al edificio para encargarse de la situación y de los heridos. Pese a que este se niega a que el procedimiento sea grabado, Ángela y su compañero consiguen entrar el almacén, donde contemplan cómo los hombres que fueron heridos atacan frenéticamente al inspector y a sus acompañantes. Pese a que logran contener a los atacantes, el inspector es obligado a confesar ante todos y delante de la cámara que están ante un brote de una enfermedad infecciosa similar a la rabia, cuyos síntomas tardan más o menos en aparecer dependiendo del tipo de sangre de la persona infectada. Revela también que rastrearon la enfermedad debido a un perro proveniente del edificio que presentó indicios de la enfermedad; Ángela descubre que se trata de la mascota de Jennifer, una niña residente del edificio, que había sido entrevistada antes. Aunque su madre, Maricarmen, insiste en que solo está enferma de anginas, es atacada por su propia hija, que huye de los presentes.
Sergio esposa a Maricarmen a las escaleras mientras el inspector trata de convencer a los residentes para que lo ayuden a atrapar a Jennifer, pero los infectados en el almacén se liberan y atacan a los residentes. Ángela, Pablo, el inspector y un inquilino llamado César se refugian en un apartamento, donde descubren que el inspector ha sido infectado, por lo que él mismo se encierra voluntariamente en un cuarto. César recuerda que puede haber una salida del edificio a través de las cloacas y señala que las llaves para entrar al sótano están en el apartamento del presidente de la comunidad, un residente llamado Guillem. Antes de poder salir, César es atacado y mordido por el infectado inspector, lo que les fuerza a abandonarlo y salir del apartamento.
Abriéndose paso en el edificio entre más residentes infectados, como Jennifer o la reanimada señora Izquierdo, Ángela y Pablo encuentran la llave en el apartamento de Guillem y, aunque se reúnen con Manu, este termina infectándose mientras defiende a los reporteros del ataque de los infectados. La pareja es acorralada por los infectados en el ático. Allí descubren una grabación de audio de un sacerdote en la que explica que una enzima extraída de la paciente cero, llamada "Tristana Medeiros", es la responsable de la infección. Al poco tiempo, una puerta al ático se abre, y cuando Pablo va a investigar, el foco de la cámara es destruido por un niño que se ocultaba allí. En la habitación, a oscuras, Pablo activa la visión nocturna para desplazarse a la salida con Ángela, pero antes de poder salir los dos se encuentran a la propia Tristana Medeiros, una mujer alta y demacrada que se guía por el sonido al no poder ver nada en la oscuridad. En su esfuerzo por salir de la habitación, Medeiros mata a Pablo, usando como arma un martillo. Ángela se hace con la cámara, solo para contemplar a Medeiros por ella misma y ser posteriormente atrapada por esta mientras la cámara graba lo acontecido.

## Producción
La etapa de casting fue un momento muy importante y curioso del film, ya que se buscaban actores que pudieran resaltar la naturalidad que la película y el formato (found footage o cámara en mano) requerían. La actriz principal, Manuela Velasco, era una recién licenciada de la carrera de comunicación, tenía un gusto por el periodismo pero ella misma aseguraba que se ponía muy nerviosa cuando estaba frente a una cámara; el día del casting se equivocaba mucho cuando tenía que dar sus líneas, pero eso fue lo que le dio el papel, ya que los directores querían realmente a una chica inexperta y principiante en el periodismo.  
La niña Claudia Font, que hace el papel de Jennifer, fue diferente, ya que, como fue la única niña que se vería infectada en la trama, tenía que poseer una fuerza física notable. En sus videos de casting filtrados se puede observar cómo grita y empuja a las personas que la tienen abrazada, tal y como lo hace en la escena donde se convierte en infectada. La mayoría de los personajes hicieron sus casting sin ningún guion, solo era una idea, pura improvisación. Las escenas donde se apaga la luz, se escuchan golpes, gritos, sangre, fueron totalmente inesperadas para los actores, ya que nunca se les decía qué acción seguiría en la siguiente escena.
La película se rodó en Barcelona (España), en el número 34 de la Rambla de Cataluña. Fue realizada bajo el más absoluto secretismo, utilizando para el rodaje cámaras digitales de alta definición y con móviles de última generación para narrar la historia en tiempo real.
El presupuesto del filme fue de 1,5 millones de euros y consiguió situarse entre las 100 películas más taquilleras de la década del 2000 fuera de Estados Unidos (96.ª), recaudando más de 33 millones de dólares.

## Reparto
| Personaje                            | Actores               |
| ------------------------------------ | --------------------- |
| Ángela Vidal                         | Manuela Velasco       |
| Manu                                 | Ferrán Terraza        |
| Sergio                               | Jorge-Yamam Serrano   |
| Pablo                                | Pablo Rosso           |
| Pablo                                | Javier Coromina (voz) |
| Alex                                 | David Vert            |
| Vicente                              | Vicente Gil           |
| Conchita Izquierdo                   | Martha Carbonell      |
| Guillem Marimon                      | Carlos Vicente        |
| Abuelo                               | Manuel Bronchud       |
| Abuela                               | María Teresa Ortega   |
| Japonesa                             | Akemi Goto            |
| Japonés                              | Chen Min Kao          |
| Niño Japonés                         | Daniel Trinh          |
| Mari Carmen                          | Maria Lanau           |
| Jennifer                             | Claudia Font          |
| César                                | Carlos Lasarte        |
| Leandro, el agente de sanidad        | Ben Temple            |
| Chica Colombiana                     | Ana Isabel Velázquez  |
| Operadora del cuartel de bomberos #1 | Marita Borrego        |
| Operadora del cuartel de bomberos #2 | Ana Prats             |
| Padre Albelda (voz)                  | Pep Sais              |
| Tristana Medeiros                    | Javier Botet          |

## Adaptación estadounidense
Hubo una versión estadounidense de la película titulada Quarantine (Cuarentena) estrenada en octubre de 2008 y protagonizada por Jennifer Carpenter, Steve Harris, Jay Hernández, Dania Ramírez y Rade Serbedzija, con un argumento apegado a la historia original; posteriormente se realizó una secuela llamada Quarantine 2: Terminal sin conexión con los argumentos de las secuelas españolas. Tanto en la adaptación como en su secuela se descarta el origen sobrenatural de la infección, explicando en esta versión que se trata de un virus diseñado como un arma biológica por ecoterroristas radicales.

## Premios

### Festival Internacional de Cine de Sitges[1]
| Año  | Categoría                                                          | Persona                                                            | Resultado |
| ---- | ------------------------------------------------------------------ | ------------------------------------------------------------------ | --------- |
| 2007 | Mejor director                                                     | Jaume Balagueró Paco Plaza                                         | Ganadores |
| 2007 | Mejor actriz                                                       | Manuela Velasco                                                    | Ganadora  |
| 2007 | Gran Premio del Público El Periódico de Catalunya — Mejor película | Gran Premio del Público El Periódico de Catalunya — Mejor película | Ganadora  |
| 2007 | Premio de la Crítica José Luis Guarner                             | Premio de la Crítica José Luis Guarner                             | Ganadora  |

### Premios Goya
| Año  | Categoría                  | Persona                                 | Resultado  |
| ---- | -------------------------- | --------------------------------------- | ---------- |
| 2007 | Mejor actriz revelación    | Manuela Velasco                         | Ganadora   |
| 2007 | Mejor montaje              | David Gallart                           | Ganador    |
| 2007 | Mejores efectos especiales | David Ambit Enric Masip Alex Villagrasa | Candidatos |

- Fantasporto 2008: Mejor película
- Fantastic'Arts festival de Gérardmer 2008: Premio especial del jurado, Premio del público
- Reaper Award 2009: Mejor producción indie/extranjera